# Шерляга (река)
Шерляга (Средняя Ляга) — река в России, протекает по территории Троицко-Печорского района Республики Коми. Устье реки находится в 1371 км по правому берегу реки Печора. Длина реки составляет 44 км.
Река берёт начало в западной части болота Пиджнюр. Течёт на юг, в нижнем течении поворачивает на юго-запад, всё течение проходит по ненаселённому, частично заболоченному лесу. В реку впадает большое число небольших притоков, в основном левых, собирающих воду обширных заболоченных таёжных территорий. Русло сильно извилистое, в низовьях образует старицы. Притоки — Шерляговож, Лягавож, Йэнэдъёль, Валганъёль, Кыдзъёль, Налим-Ёль, Куница-Ёль, Керкаёль, Нияшор (все — левые). Впадает в Печору у посёлка Шерляга.

## Данные водного реестра
По данным государственного водного реестра России относится к Двинско-Печорскому бассейновому округу, водохозяйственный участок реки — Печора от истока до водомерного поста у посёлка Шердино, речной подбассейн реки — Бассейны притоков Печоры до впадения Усы. Речной бассейн реки — Печора.
Код объекта в государственном водном реестре — 03050100112103000059768.